# Населення Американських Віргінських Островів
Населення Американських Віргінських Островів. Чисельність населення країни 2015 року становила 103,5 тис. осіб (195-те місце у світі). Чисельність остров'ян стабілізувалась і незначно зменшується, народжуваність 2015 року становила 10,31 ‰ (189-те місце у світі), смертність — 8,54 ‰ (76-те місце у світі), природний приріст — -0,59 % (226-те місце у світі) . 

## Природний рух

### Відтворення
Народжуваність на Американських Віргінських Островах, станом на 2015 рік, дорівнює 10,31 ‰ (189-те місце у світі). Коефіцієнт потенційної народжуваності 2015 року становив 1,74 дитини на одну жінку (167-ме місце у світі).
Смертність на Американських Віргінських Островах 2015 року становила 8,54 ‰ (76-те місце у світі).
Природний приріст населення в країні 2015 року був негативним і становив −0,59 % (депопуляція) (226-те місце у світі).

### Вікова структура

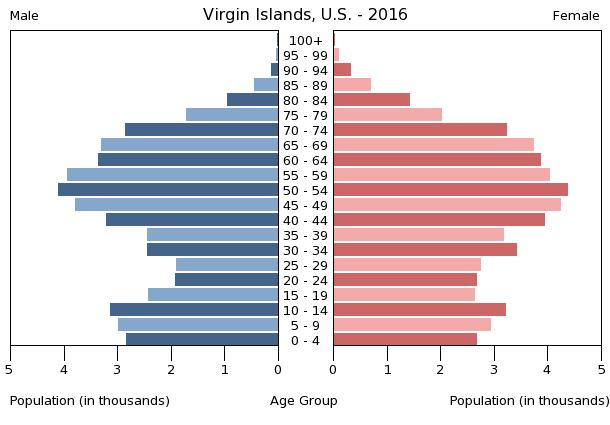
Віково-статева піраміда населення Американських Віргінських Островів, 2016 рік

Середній вік населення Американських Віргінських Островів становить 45,6 року (5-те місце у світі): для чоловіків — 45,9, для жінок — 45,3 року. Очікувана середня тривалість життя 2015 року становила 79,89 року (41-ше місце у світі), для чоловіків — 76,84 року, для жінок — 83,11 року.
Вікова структура населення Віргінських Островів, станом на 2015 рік, мала такий вигляд:
- діти віком до 14 років — 17,47 % (9124 чоловіки, 8966 жінок);
- молодь віком 15—24 роки — 9,87 % (4642 чоловіки, 5576 жінок);
- дорослі віком 25—54 роки — 38,71 % (18 103 чоловіки, 21 994 жінки);
- особи передпохилого віку (55—64 роки) — 14,49 % (7194 чоловіки, 7819 жінок);
- особи похилого віку (65 років і старіші) — 19,46 % (9110 чоловіків, 11 046 жінок)[1].

## Розселення
Густота населення країни 2015 року становила 303,7 особи/км² (44-те місце у світі). Населення островів спорадичне, найбільше скупчення навколо Шарлотти Амалії на острові Сен-Томас і Крістіанстеда на острові Сен-Круз.

### Урбанізація
Американські Віргінські Острови надзвичайно урбанізована країна. Рівень урбанізованості становить 95,3 % населення країни (станом на 2015 рік), темпи зростання частки міського населення — 0,25 % (оцінка тренду за 2010—2015 роки).
Головні міста країни: Шарлотта-Амалія (столиця) — 52,0 тис. осіб (дані за 2014 рік).

### Міграції
Річний рівень еміграції 2015 року становив 7,67 ‰ (206-те місце у світі). Цей показник не враховує різниці між законними і незаконними мігрантами, між біженцями, трудовими мігрантами та іншими.

## Расово-етнічний склад
| Етнічний склад (2016 рік) | Етнічний склад (2016 рік) | Етнічний склад (2016 рік) | Етнічний склад (2016 рік) | Етнічний склад (2016 рік) |
| ------------------------- | ------------------------- | ------------------------- | ------------------------- | ------------------------- |
| Етнос:                    |                           |                           | Відсоток:                 |                           |
| темношкірі                | темношкірі                |                           | 76%                       | 76%                       |
| білі                      | білі                      |                           | 15.6%                     | 15.6%                     |
| азіати                    | азіати                    |                           | 1.4%                      | 1.4%                      |
| мішаного походження       | мішаного походження       |                           | 2.1%                      | 2.1%                      |
| латиноси                  | латиноси                  |                           | 17.4%                     | 17.4%                     |
| інші                      | інші                      |                           | 4.9%                      | 4.9%                      |

Головні етноси країни: темношкірі — 76 %, білі — 15,6 %, азіати — 1,4 %, інші — 4,9 %, мішаного походження — 2,1 %, самоідентифікуються як латиноси — 17,4 % населення (оціночні дані за 2010 рік).

## Мови
| Мови Американських Віргін (2012 рік) | Мови Американських Віргін (2012 рік) | Мови Американських Віргін (2012 рік) | Мови Американських Віргін (2012 рік) | Мови Американських Віргін (2012 рік) |
| ------------------------------------ | ------------------------------------ | ------------------------------------ | ------------------------------------ | ------------------------------------ |
| Мова:                                |                                      |                                      | Відсоток:                            |                                      |
| англійська                           | англійська                           |                                      | 71.6%                                | 71.6%                                |
| іспанська                            | іспанська                            |                                      | 17.2%                                | 17.2%                                |
| французька                           | французька                           |                                      | 8.6%                                 | 8.6%                                 |
| інші                                 | інші                                 |                                      | 2.5%                                 | 2.5%                                 |

Офіційна мова: англійська — розмовляє 71,6 % населення островів. Інші поширені мови: іспанська та іспанська-креольська — 17,2 %, французька і французька-креольська — 8,6 %, інші мови — 2,5 % (оцінка 2010 року).

## Релігії
| Релігії на Американських Віргінах (2016 рік) | Релігії на Американських Віргінах (2016 рік) | Релігії на Американських Віргінах (2016 рік) | Релігії на Американських Віргінах (2016 рік) | Релігії на Американських Віргінах (2016 рік) |
| -------------------------------------------- | -------------------------------------------- | -------------------------------------------- | -------------------------------------------- | -------------------------------------------- |
| Віросповідання:                              |                                              |                                              | Відсоток:                                    |                                              |
| протестанти                                  | протестанти                                  |                                              | 59%                                          | 59%                                          |
| католики                                     | католики                                     |                                              | 34%                                          | 34%                                          |
| інші                                         | інші                                         |                                              | 7%                                           | 7%                                           |

Головні релігії й вірування, які сповідує, і конфесії та церковні організації, до яких відносить себе населення країни: протестантизм — 59 % (баптизм — 42 %, англіканство — 17 %), римо-католицтво — 34 %, інші — 7 % (станом на 2015 рік).

## Освіта
Рівень письменності 2015 року становив 99 % дорослого населення (віком від 15 років): 99 % — серед чоловіків, 99 % — серед жінок.

## Охорона здоров'я
Смертність немовлят до 1 року, станом на 2015 рік, становила 6,64 ‰ (162-ге місце у світі); хлопчиків — 7,35 ‰, дівчаток — 5,89 ‰.

### Захворювання
Станом на серпень 2016 року в країні були зареєстровані випадки зараження вірусом Зіка через укуси комарів Aedes, переливання крові, статевим шляхом, під час вагітності.
Кількість хворих на СНІД невідома, дані про відсоток інфікованого населення в репродуктивному віці 15—49 років відсутні. Дані про кількість смертей від цієї хвороби за 2014 рік відсутні.

### Санітарія
Доступ до облаштованих джерел питної води 2015 року мало 100 % населення в містах і 100 % у сільській місцевості; загалом 100 % населення країни. Відсоток забезпеченості населення доступом до облаштованого водовідведення (каналізація, септик): в містах — 96,4 %, в сільській місцевості — 96,4 %, загалом по країні — 96,4 % (станом на 2015 рік).

## Соціально-економічне становище
Співвідношення осіб, що в економічному плані залежать від інших, до осіб працездатного віку (15—64 роки) загалом становить 61,2 % (станом на 2015 рік): частка дітей — 32,8 %; частка осіб похилого віку — 28,4 %, або 3,5 потенційно працездатного на 1 пенсіонера. Загалом ці показники характеризують рівень потреби державної допомоги в секторах освіти, охорони здоров'я і пенсійного забезпечення, відповідно. За межею бідності 2002 року перебувало 28,9 % населення країни. Дані про розподіл доходів домогосподарств у країні відсутні.
Станом на 2012 рік, у країні 10,29 тис. осіб не має доступу до електромереж; 91 % населення має доступ, у містах цей показник дорівнює 91 %, у сільській місцевості — 80 %. Рівень проникнення інтернет-технологій середній. Станом на липень 2015 року в країні налічувалось 57 тис. унікальних інтернет-користувачів (195-те місце у світі), що становило 54,8 % загальної кількості населення країни.

### Трудові ресурси
Загальні трудові ресурси 2012 року становили 50,58 тис. осіб (193-тє місце у світі). Зайнятість економічно активного населення у господарстві країни розподіляється таким чином: аграрне, лісове і рибне господарства — 1 %; промисловість і будівництво — 19 %; сфера послуг — 80 % (станом на 2003 рік). Безробіття 2014 року дорівнювало 13 % працездатного населення (141-ше місце у світі).

## Гендерний стан
Статеве співвідношення (оцінка 2015 року):
- при народженні — 1,06 особи чоловічої статі на 1 особу жіночої;
- у віці до 14 років — 1,02 особи чоловічої статі на 1 особу жіночої;
- у віці 15—24 років — 0,83 особи чоловічої статі на 1 особу жіночої;
- у віці 25—54 років — 0,82 особи чоловічої статі на 1 особу жіночої;
- у віці 55—64 років — 0,92 особи чоловічої статі на 1 особу жіночої;
- у віці за 64 роки — 0,83 особи чоловічої статі на 1 особу жіночої;
- загалом — 0,87 особи чоловічої статі на 1 особу жіночої[1].

## Демографічні дослідження
Демографічні дослідження у країні ведуться рядом державних і наукових установ:

### Українською
- Атлас. 10—11 клас. Економічна і соціальна географія світу / упорядники :  О. Я. Скуратович, Н. І. Чанцева. — К. : ДНВП «Картографія», 2010. — ISBN 978-966-475-639-3.
- Атлас світу / голов. ред. І. С. Руденко ; зав. ред. В. В. Радченко ; відп. ред. О. В. Вакуленко. — К. : ДНВП «Картографія», 2005. — 336 с. — ISBN 9666315467.
- Безуглий В. В. Економічна і соціальна географія зарубіжних країн : Навчальний посібник. — К. : ВЦ «Академія», 2007. — 704 с. — ISBN 978-966-580-239-6.
- Безуглий В. В., Козинець С. В. Регіональна економічна і соціальна географія світу : Навчальний посібник. — видання 2-ге, доп., перероб. — К. : ВЦ «Академія», 2007. — 688 с. — ISBN 966-580-144-9.
- Головченко В. І., Кравчук О. Країнознавство: Азія, Африка, Латинська Америка, Австралія і Океанія. — К., 2006. — 335 с. — ISBN 966-8939-04-2.
- Гудзеляк І. І. Географія населення: Навчальний посібник / І. Гудзеляк. — Л. : Видавничий центр ЛНУ імені Івана Франка, 2008. — 232 с. — ISBN 978-966-613-599-8.
- Дахно І. І. Країни світу: Енциклопедичний довідник / І. І. Дахно, С. М. Тимофієв. — К. : Мапа, 2011. — 606 с. — (Бібліотека нового українця) — ISBN 978-966-8804-23-6.
- Дахно І. І. Економічна географія зарубіжних країн : навчальний посібник. — К. : Центр учбової літератури, 2014. — 319 с. — ISBN 978-611-01-0682-5.
- Джаман В. О. Регіональні системи розселення: демографічні аспекти. — Чернівці : Рута, 2003. — 392 с. — ISBN 9665685988.
- Дорошенко Л. С. Демографія: Навчальний посібник. — К. : МАУП, 2005. — 112 с. — ISBN 966-608-442-2.
- Дубович І. А. Країнознавчий словник-довідник. — 5-те вид., перероб. і доп. — К. : Знання, 2008. — 839 с. — ISBN 978-966-346-330-8.
- Економічна і соціальна географія країн світу. Навчальний посібник / За ред. Кузика С. П. — Л. : Світ, 2002. — 672 с. — ISBN 966-603-178-7.
- Загальна медична географія світу / В. О. Шевченко [та ін.] — К. : [б.в.], 1998. — 178 с.
- Книш М. М., Мамчур О. І. Регіональна економічна і соціальна географія світу (Латинська Америка та Карибські країни, Африка, Азія, Океанія) : навч. посіб. — Л. : ЛНУ ім. Івана Франка, 2013. — 368 с. — ISBN 978-617-10-0007-0.
- Крисаченко В. С. Динаміка населення: Популяційні, етнічні та глобальні виміри. — К. : Видавництво Національного інституту стратегічних досліджень, 2005. — 368 с. — ISBN 966-554-083-1.
- Кузик С. П., Книш М. М. Економічна і соціальна географія країн Америки : навч. посіб. — Л. : ЛНУ ім. Івана Франка, 1999. — 299 с. — ISBN 966-613-026-2.
- Любіцева О. О., Мезенцев К. В., Павлов С. В. Географія релігій. — К. : АртЕК, 1999. — 504 с. — ISBN 966-505-006-0.
- Масляк П. О. Країнознавство. — К. : Знання, 2007. — 292 с. — (Вища освіта XXI століття)
- Масляк П. О., Дахно І. І. Економічна і соціальна географія світу / П. О. Масляк, І. І. Дахно ; за ред. П. О. Масляка. — К. : Вежа, 2003. — 280 с. — ISBN 966-7091-53-8.

### Російською
- (рос.) Виргинские Острова (США) // Демографический энциклопедический словарь / главн. ред. Валентей Д. И. — М. : Советская энциклопедия, 1985. — 608 с.
- (рос.) Виргинские Острова (США) // Латинская Америка. Энциклопедический справочник [в 2-х тт.] / Главный редактор В. В. Вольский. — М., 1979. — Т. 1. А-К. — 576 с.
- (рос.) Виргинские Острова (США) // Страны и народы. Америка. Общий обзор Латинской Америки. Средняя Америка / Редкол. : отв. ред. В. В. Вольский, Я. Г. Машбиц и др. — М. : «Мысль», 1981. — 333 с. — (Страны и народы) — 180 тис. прим.
- (рос.) Атлас народов мира / Отв. ред. С. И. Брук и В. С. Апенченко. — М. : ГУГК ГГК СССР и Институт этнографии им. Н. Н. Миклухо-Маклая АН СССР, 1964. — 185 с. — 20 тис. прим.
- (рос.) Численность и расселение народов мира. Этнографические очерки / под ред. С. И. Брука. — М. : Издательство АН СССР, 1962. — 487 с.
- (рос.) Лаппо Г. М. География городов: Учебное пособие для географических факультетов вузов. — М. : Туманит, изд. центр ВЛАДОС, 1997. — 476 с. — ISBN 5-691-00047-0.
- (рос.) Ягельский А. География населения. — М. : Прогресс, 1980. — 383 с.